# School Days
Bản mẫu:Thông tin animanga/Video radio
School Days (スクールデイズ Sukūru Deizu) là một visual novel dành cho người lớn đời thường Nhật Bản được phát triển bởi 0verflow và được phát hành vào ngày 28 tháng 4 năm 2005 dành cho Windows. Sau đó nó được làm lại thành một trò chơi DVD và được port lên PlayStation 2 (PS2) và PlayStation Portable (PSP). Câu truyện xoay quanh Itō Makoto - nhân vật nam chính đang học trung học, và mối tình tay ba của cậu với hai nữ sinh cùng trường là Saionji Sekai và Katsura Kotonoha. School Days có nhiều kết thúc khác nhau dựa trên các lựa chọn của người chơi. Một trong số đó mang nhiều yếu tố bao lực và bi thảm, liên quan đến vấn đề rối loạn thần kinh; dẫn đến một hoặc hai nhân vật chính bị giết hay tự sát theo nhiều cách khác nhau.
0verflow công bố dự án School Days vào tháng 10 năm 2004 và tiếp thị nó bằng cách thể hiện sự sáng tạo trong việc sử dụng các cutscene và lồng tiếng trong trò chơi. Theo sau sự thành công của trò chơi, 0verflow đã sản xuất nhiều hậu truyện, bao gồm một spin-off của câu truyện gốc Summer Days và một câu truyện song song Cross Days. Klon phát triển spin-off Island Days dành cho Nintendo 3DS. Phiên bản làm lại của School Days, School Days HQ được phát hành vào tháng 10 năm 2010 và được bản địa hóa tại Bắc Mỹ vào tháng 6 năm 2012. Phiên bản gốc của trò chơi không còn có thể mua sau tháng 4 năm 2010.
Sau khi trò chơi được phát hành, School Days được chuyển thể thành nhiều loại hình truyền thông khác nhau. Một manga chuyển thể được minh họa bởi Sakazuki Homare và được đăng dài kỳ trên tạp chí Comp Ace của Kadokawa Shoten và sau đó được xuất bản thành hai tập. Các tuyển tập truyện tranh, light novel và artbook cũng được xuất bản, ngoài ra còn có kịch radio và nhiều album nhạc khác. Tác phẩm cũng được chuyển thể thành 12 tập anime truyền hình kèm hai OVA anime do TNK sản xuất.  Đoạn kết của anime đã bắt nguồn cho cụm từ "Nice boat", ngày nay rất phổ biến trong cộng đồng otaku Nhật Bản.

## Cách chơi

Một đoạn hội thoại thường gặp giữa người chơi và nhân vật Saionji Sekai trong visual novel School Days. Thể hiện rõ tính năng riêng biệt của trò chơi: hộp thoại đã được ẩn, sử dụng chế độ lồng tiếng và toàn màn hình, y như một anime.

Giống như những visual novel truyền thống, cách chơi của School Days chỉ đòi hỏi người chơi tương tác ở một vài đoạn, phần lớn thời gian còn lại là đọc những dòng chữ xuất hiện trên màn hình, thường mô tả đoạn đối thoại giữa các nhân vật khác nhau xen lẫn suy nghĩ nội tâm của nhân vật chính. Người chơi chỉ có thể tương tác khi những "điểm quyết định" hiện ra và có vài lựa chọn được đưa ra. Các "điểm quyết định" này thường thay đổi và xuất hiện không đều đặn, có thể cách nhau ít phút hoặc lâu hơn. Trong khi người chơi đang phân vân giữa các lựa chọn, visual novel sẽ dừng lại chờ cho đến khi người chơi đưa ra quyết định, sau đó cốt truyện sẽ tiến triển theo một hướng nhất định. Những sự lựa chọn đó được gắn kết với từng mạch truyện chứa nhiều tình huống khác nhau, tất cả đều dẫn đến những cảnh khiêu dâm và một trong số 21 kết thúc có thể đạt được. Như vậy, mỗi kịch bản đòi hỏi người chơi phải chơi lại nhiều lần, mỗi lần lại chọn những hướng khác nhau để đạt được những kết thúc tương ứng, từ đó mới nắm bắt được nội dung của toàn bộ visual novel. Tuy nhiên, School Days cũng mang một số yếu tố khác biệt rõ rệt so với những tựa game cùng loại, đó là mang đến cho người chơi những hình ảnh động, thay vì đồ họa tĩnh như bình thường, và những cảnh đó được chia đều ra như những tập phim hoàn chỉnh với những đoạn video mở đầu và kết thúc rất đặc biệt, điều này khiến visual novel trở nên giống với anime hơn. Trò chơi sử dụng hệ thống âm thanh nổi với một album chứa 31 track nhạc nền, hiệu ứng âm thanh và giọng lồng tiếng. Người chơi có đến 10 ngăn lưu để tạm dừng cuộc chơi trong quá trình thưởng thức nếu muốn.
Có một vài tùy chỉnh thêm khác nhằm thay đổi cách chơi, bao gồm: phát lại video theo tốc độ 1×, 1.5×, 2×, 4×, hoặc tạm dừng; tự động chơi cho đến khi đến "điểm quyết định"; tinh chỉnh tăng giảm âm lượng, tắt hay bật giọng lồng tiếng; hiện hay ẩn các hộp thoại như trong bản vá 1.11; và khả năng chơi ở chế độ toàn màn hình hoặc màn hình thu nhỏ trong khung cửa sổ.

## Nội dung

### Nhân vật chính

Từ trái sang phải: Kotonoha, Makoto và Sekai - ba nhân vật chính trong visual novel.

Itō Makoto (伊藤 誠 Y Đằng Thành)
Lồng tiếng bởi: Hirai Tatsuya (game), Hirakawa Daisuke (anime)
Makoto là nhân vật nam chính của series. Từ một học sinh lịch sự và điềm tĩnh trong năm học đầu tiên của lớp thứ 3, cuộc sống của anh dần trở nên rắc rối khi bắt đầu các mối quan hệ tình cảm với nhiều cô gái cùng một lúc, mà không thể hoặc không muốn phải chia tay với một trong số họ. Mặc dù ban đầu rất giản dị, thích giao du và hiểu biết nhiều, nhưng sau lần quan hệ tình dục đầu tiên, nhân cách của Makoto hoàn toàn tha hóa và biến chất, trở thành một con người lãnh đạm, liều lĩnh và ích kỉ đối với những người khác, bất chấp những thiệt hại hay hậu quả sau này. Tuy nhiên, khi đã nhận ra những sai lầm của mình, anh luôn cố gắng khắc phục tình hình một cách nhanh chóng. Makoto sống với người mẹ đã li dị của mình và có một cô em gái tên là Itaru đang sống với cha. Anh là bạn thân của Sawanaga Taisuke và Katou Otome.
Saionji Sekai (西園寺 世界 (Tây Viên Tự Thế Giới))
Lồng tiếng bởi: Kawaragi Shiho
Sekai cũng là học sinh năm đầu của lớp thứ 3, gây ấn tượng với người xem bởi sự năng động, vui tươi của mình. Sekai có đôi mắt to tròn, khuôn miệng nhỏ nhắn, mái tóc dài ngang vai và cả chỏm tóc rất "vô duyên" trên đỉnh đầu. Trái với Kotonoha, ngực của Sekai khá bằng phẳng. Cô sống với mẹ mình là Yōko trong một địa danh hư cấu mang tên Motehara-Sakashita, làm việc bán thời gian tại một quán ăn gia đình có tên Radish và là bạn thân nhất của Kiyoura Setsuna. Sekai cũng là người đáng trách khi cô sẵn sàng phản bội người bạn thân nhất, thậm chí không từ thủ đoạn để lôi kéo Makoto về phía mình. Khi Sekai nói với Makoto rằng mình đang mang giọt máu của anh, anh đã yêu cầu cô bỏ cái thai ấy đi. Trong một phút nóng giận, Sekai đã đâm chết Makoto bằng một con dao làm bếp. Ngay sau đó, Kotonoha phát hiện ra xác của Makoto. Cô cắt đầu anh cho vào chiếc cặp rồi mang tới điểm hẹn với Sekai. Cuối cùng, Kotonoha đã tấn công và giết chết Sekai bằng chiếc cưa được dùng để cắt đầu của Makoto.
Katsura Kotonoha (桂 言葉 Quế Ngôn Diệp)
Lồng tiếng bởi: Okajima Tae
Kotonoha là học sinh năm đầu của lớp thứ 4 và là thành viên của Hội học sinh, có tính cách nhã nhặn, lịch sự và thích đọc sách. Theo miêu tả của Makoto, Kotonoha rất xinh đẹp, có những ngón tay dễ thương và bộ ngực khủng, điều này khiến cô có ít bạn cùng giới. Cô cũng ngại ngùng và cảnh giác trước con trai. Cô bắt đầu để ý đến Makoto từ đầu học kỳ hai của họ, và nhờ sự trợ giúp của Sekai, Kotonoha trở thành bạn gái của Makoto sau khi thú nhận tình cảm của mình với anh. Cô có một em gái tên là Kokoro, họ sống cùng với người mẹ là Manami và bố rất giàu có trong một địa danh hư cấu là Haramihama. Vì điều đó mà cô bị Otome (cũng như nhiều cô gái khác) căm ghét. Họ thường xuyên hành hạ và bắt nạt cô.

### Sơ lược
Itō Makoto là một nam sinh trung học đang bắt đầu bước vào học kì hai của mình ở Học viện Sakakino hư cấu. Trên chuyến xe lửa đến trường hàng ngày của mình, anh dần say mê một nữ sinh cùng trường là Katsura Kotonoha; cô cũng thường xuyên đi trên chuyến tàu đó. Sau khi cô bạn cùng lớp của Makoto, Saionji Sekai, phát hiện ra bí mật của anh, cô đã giúp hai người làm quen với nhau. Thời gian trôi qua, họ trở thành một đôi sau khi đã thú nhận tình cảm của mình. Tuy nhiên, thay vì tự hào về nỗ lực mai mối của mình đã thắng lợi, Sekai lại thấy đố kị với hai người họ, đồng thời phát sinh tình cảm với Makoto.
Một buổi chiều khi đang trên đường về nhà mình gần ga xe lửa phía trước trường học, Sekai nhìn thấy Makoto đang ngồi chờ Kotonoha vì cuộc hẹn của hai người họ. Cô đến ngồi cạnh Makoto và nghe anh thú nhận rằng, mối quan hệ hiện nay giữa anh và Kotonoha là nhờ Sekai giúp đỡ, anh cảm thấy mắc nợ cô rất nhiều và muốn trả ơn bằng mọi cách có thể. Mặc dù tin là anh đang cường điệu hóa sự việc lên, nhưng Sekai quyết định nhân cơ hội này để bày tỏ tình cảm bằng cách tặng cho Makoto một nụ hôn khi đoàn tàu chạy đến; sau đó cô nhanh chóng lên một chiếc xe chở khách, bỏ lại Makoto vẫn còn đứng ngơ ngác phía sau và chúc anh có một cuộc hẹn vui vẻ. Cốt truyện từ đây sẽ thay đổi liên tục tùy theo sự lựa chọn của người chơi.

### Các kết thúc
Trong School Days, có 21 kết thúc khác nhau để người chơi trải nghiệm. Có 15 kết thúc đẹp: nhân vật chính, Makoto, kết đôi với một trong hai nhân vật nữ chính. Trong số này, bảy được dành cho Kotonoha, năm dành cho Sekai, hai dành cho Hikari và một dành cho Otome. Trong số sáu kết thúc khác, hai đoạn kết là harem vì nhân vật chính bắt cặp với nhiều nhân vật nữ; một trong số đó là Sekai và Kotonoha cùng san sẻ Makoto, và kết thúc kia là Makoto quan hệ tình dục với nhiều cô gái gần như mỗi ngày. Có một kết thúc chỉ xuất hiện khi người chơi đã đạt được hết những kết thúc đẹp của Kotonoha hoặc của Sekai mang tựa "Carnal Desire" (Kotonoha) và "Bavarois" (Sekai), trong đó Makoto nhận được tin Setsuna mang thai với mình.
Ba đoạn kết còn lại trong game chính là ba kết thúc xấu với những cảnh bạo lực đẫm máu và hậu quả là cái chết của một trong ba nhân vật chính (có thể là Makoto, Sekai hay Kotonoha). Đoạn kết xấu đầu tiên, Kotonoha cắt cổ Sekai giữa ban ngày bằng một cái cưa; đoạn kết khác, Sekai đâm chết Makoto vì đã bỏ cô mà đến với Kotonoha; kết thúc xấu cuối cùng, Kotonoha tự sát bằng cách nhảy từ trên lầu nhà của Makoto xuống đất sau khi anh chọn sống với Sekai.
Phiên bản PlayStation 2 của School Days bổ sung thêm năm kết thúc xấu nữa, tất cả đều liên quan đến cái chết của một hay nhiều nhân vật chính, cùng với một số kết thúc cũ được mở rộng thêm. Nội dung các kết thúc mới thể hiện cái chết của các nhân vật chính bằng cách cho họ chạy qua đường ray và bị xe lửa cán chết; trong năm kết thúc đó, một dành cho Makoto, một dành cho Kotonoha, hai dành cho Sekai. Kết thúc cuối cùng là cả Makoto và Kotonoha cùng chết. Phiên bản HQ đã bổ sung sung thêm một số nhánh kịch bản mới và kết thúc mới, trong đó có một kết thúc xấu: Sekai giết chết Konotoha bằng cách đẩy cô vào đường ray, mặc dù Makoto đã cố hết sức cứu cô thoát khỏi chiếc xe lửa.
Trong bộ manga chuyển thể từ visual novel do Sakazuki Homare minh họa, Makoto thú nhận mối quan hệ của anh với Sekai, nhưng điều này lại khiến cho Kotonoha cố ý đâm Sekai vì hiểu lầm rằng cô đang cố ý lừa gạt để kéo Makoto về phía mình. Makoto lao ra đỡ cho Sekai và bị thương nặng. Khi đã hồi phục tại bệnh viện, Makoto phát hiện ra Sekai đã bí mật đến nhà riêng của Kotonoha và giết chết cô ta nhằm loại bỏ vật chướng ngại, để bắt đầu lại từ đầu với anh.
Trong phiên bản anime, Sekai tin rằng cô đang mang thai đứa con của Makoto, nhưng chính anh lại yêu cầu cô hãy phá cái thai đó đi. Do thần kinh quá căng thẳng, cô đã đâm Makoto cho đến chết bằng một con dao làm bếp. Ngay sau đó, Kotonoha phát hiện ra xác của Makoto và nhắn tin yêu cầu Sekai lên sân thượng của trường bằng điện thoại của Makoto, khiến Sekai tưởng anh vẫn còn sống. Sau một vài lời trao đổi ngắn gọn, Kotonoha cho Sekai xem chiếc cặp có đầu của Makoto, rồi tấn công và giết chết cô bằng chiếc cưa mà Kotonoha dùng để cắt đầu của Makoto. Sau đó Kotonoha đã mổ bụng và tìm đứa con của Sekai trong tử cung, nhưng vì không tìm thấy gì, cô kết luận rằng Sekai đã nói dối về việc mình mang thai. Cảnh cuối cùng của phim, Kotonoha đang ôm chặt cái đầu của Makoto trên chiếc du thuyền của gia đình mình.

## Phát triển
School Days là tựa game thứ 11 và cũng là trò chơi thành công nhất của hãng phần mềm 0verflow. Dự án School Days được dẫn đầu bởi Goto Junji, ông cũng đảm nhiệm luôn khâu chỉ đạo nghệ thuật và thiết kế nhân vật; Goto cũng chính là người thiết kế nhân vật cho chuyển thể anime của tác phẩm. Hỗ trợ hình ảnh còn có Yasushi Kurashima; đồ họa vi tính được giao cho Mitsuharu Miyamae, Suzuki Tsutomu và Sugihara Yuki. Nhà biên kịch chính của trò chơi là Ōnuma Akio. Soạn nhạc chính là nhóm Kiriko / Hiko Sound với sự hỗ trợ của Mannack và Akira Enomoto. Rà lỗi và chỉnh sửa do Kimihiko Iwasaki phụ trách chính.

### Lịch phát hành
School Days được ra mắt lần đầu tiên vào ngày 28 tháng 4 năm 2005 bởi STACK Software (công ty mẹ của 0verflow), chơi được trên hệ máy PC sử dụng ổ DVD-ROM. Để xử lý một số lỗi được phản hồi và giữ cho trò chơi hoạt động chính xác, 0verflow tung ra một loạt bản cập nhật cho game. Ngày 27 tháng 1 năm 2005, 0verflow phát hành bản vá 274MB miễn phí qua mạng cho khách hàng để nâng cấp phiên bản hiện hành lên thành bản 1.11. Bản vá đã giải quyết một số lỗi lập trình, chẳng hạn như việc không thể mở ra một số kết thúc, cũng như cài đặt bổ sung thêm phụ đề và ngăn lưu. Một ngày sau đó, bản vá thương mại cũng được xuất xưởng.
Trừ một vài thay đổi nhỏ, bản gốc visual novel School Days được chuyển sang chơi trên ba hệ máy khác. Ngày 28 tháng 9 năm 2007, dựa theo phiên bản 1.11, AiCherry phát hành bốn đĩa trò chơi DVD TV người lớn với một số thay đổi, bao gồm một chế độ quay lui để tiết kiệm ngăn lưu; thay thế mật khẩu khi truy cập vào các chương. Nhiều tháng sau vào ngày 17 tháng 1 năm 2008, Interchannel cho ra mắt School Days L×H cho hệ PS2 dưới dạng bản giới hạn và bản thường, sau này được đính kèm với DVD của OVA Valentine Days. Hai bản này đã cắt giảm một số nội dung tình dục quá thân mật. Ngày 30 tháng 6 năm 2010, PalaceGame chuyển School Days sang chơi trên PSP, các cảnh khiêu dâm tiếp tục được giữ nguyên như phiên bản gốc. Một bản cập nhật cho PC, School Days HQ, đã ra mắt ngày 8 tháng 10 năm 2010. Nó cải tiến các tính năng trong spin-off mới nhất của sê-ri, Cross Days, bao gồm đồ họa tốt hơn, phông nền ở độ phân giải cao hơn và hình ảnh động rõ nét hơn.

### Phần tiếp theo
Một spin-off của School Days mang tựa Summer Days cũng được 0verflow phát triển và phát hành vào ngày 23 tháng 6 năm 2006. Giống như School Days, Summer Days là một visual novel khiêu dâm loại một người chơi sử dụng trên hệ máy tính cá nhân, ngoại lệ duy nhất là nó không được chuyển sang chơi trên các hệ máy khác. Trò chơi được phát hành trong tình trạng không ổn định với rất nhiều lỗi trong khâu sản xuất, và như thường lệ một loạt bản vá đã được tung ra để nâng cấp visual novel. Hiện tại, phiên bản ổn định là 2.01. Mặc dù tất cả nhân vật trong dòng game gốc đều xuất hiện trong Summer Days, cốt truyện được thay đổi để phù hợp với bối cảnh là kì nghỉ hè, thay vi học kì hai như phiên bản gốc. Kiyoura Setsuna được đưa lên thành nhân vật chính và là trung tâm của trò chơi. Một tựa spin-off khác, Cross Days, tiếp tục do 0verflow phát triển và ra mắt vào ngày 19 tháng 3 năm 2010. Bối cảnh trong Cross Days cũng nằm trong khuôn viên học viện như School Days, nhưng cốt truyện lại không xoay quanh các nhân vật cũ dù họ cũng có xuất hiện trong game.

## Chuyển thể

### Sách xuất bản
Để quảng bá và hướng dẫn các thao tác trong visual novel và chuyển thể, công ty Jive đã cho xuất bản một loạt bốn quyển sách hướng dẫn. Quyển dành cho phiên bản PC gốc dày 111 trang mang tên School Days Visual Guidebook (スクールデイズ ビジュアル・ガイドブック) đã được phát hành vào ngày 16 tháng 9 năm 2005; cuốn sách trình bày các thiết lập, lời bình luận của người viết kịch bản Ōnuma Akio và nhiều cảnh CG trong trò chơi. Quyển thứ hai dày 95 trang mang tên School Days Offical Visual Works (スクールデイズ 公式ビジュアル・アートワークス), ra mắt ngày 16 tháng 12 năm 2005, bổ sung thêm cho tập đầu tiên và in màu đầy đủ. Quyển thứ ba phát hành ngày 1 tháng 12 năm 2007 dành riêng cho chuyển thể anime của tác phẩm, dày 103 trang mang tựa School Days -TV Anime- Offical Guidebook (スクールデイズ‐TV Anime‐公式ガイドブック); nó giới thiệu chuyện hậu trường của mỗi tập phim, cùng lời phỏng vấn của nhà thiết kế Goto Junji và các cộng sự của ông. Quyển cuối cùng dành cho phiên bản PS2 mang tên School Days L×H Visual Guidebook (スクールデイズL×H ビジュアル・ガイドブック) ra mắt ngày 28 tháng 3 năm 2008 và dày 111 trang; tương tự như quyển đầu tiên dành cho PC, cuốn sách cũng cung cấp các cảnh đồ họa vi tính kèm lời bình luận về phiên bản PS2 của visual novel. Ngoài ra, Jive cũng xuất bản một quyển artbook cho School Days và spin-off đầu tiên của trò chơi là Summer Days vào tháng 8 năm 2006 mang tên SummerDays & School Days Visual Collection (SummerDays & SchoolDaysビジュアル・コレクション) dày 95 trang; quyển sách tập hợp nhiều hình ảnh mới về các nhân vật với đầy đủ màu sắc và các bản vẽ phác thảo gốc, nó cũng kèm theo một đoạn phỏng vấn về những ý tưởng sản xuất của các nhân viên và lời bình luận của Ōnuma Akio.
School Days đã được chuyển thể thành năm tuyển tập tiểu thuyết bìa mềm. Hai tập dưới dạng light novel được viết bởi Okada Tome và minh họa bởi Goto Junji - cũng là người thiết kế nhân vật cho visual novel, do Harvest xuất bản mang tên School Days: Sekai Chapter (スクールデイズ: 世界編) vào tháng 12 năm 2005 và School Days: Kotonoha Chapter (スクールデイズ: 言葉編) vào tháng 1 năm 2006. Một tiểu thuyết khác do Baba Takuya viết và được Jive ấn hành mang tên School Days: Along With You, Sky (スクールデイズ 君といる、空 Sukūru Deizu: Kimi to Iru, Sora), phát hành vào ngày 16 tháng 12 năm 2005. Taifuu Sekimachi đã viết tiểu thuyết School Days Novel (小説スクールデイズ Shousetsu Sukūru Deizu) được đăng trong tạp chí BugBug của nhà xuất bản Sun từ số ra tháng 9 năm 2005 đến tháng 1 năm 2006, cuốn sách cũng xuất hiện trong sự kiện Comiket 69 diễn ra vào tháng 12 năm 2005. Jive cũng phát hành một tiểu thuyết của Akizuki Hiro cho loạt anime chuyển thể mang tên School Days - TV Anime ~Innocent Blue~ (School Days -TV Anime- イノセント・ブルー School Days TV Anime ~Inosento Buru~) vào tháng 4 năm 2008.
Các tập sách
Dưới đây là danh sách các tập sách và ấn phẩm của School Days (không tính School Days Novel) xuất bản tại Nhật:
| School Days Visual Guidebook - ISBN 978-4-86176-222-2, 16 tháng 9 năm 2005 School Days Offical Visual Works - ISBN 978-4-86176-263-5, 16 tháng 12 năm 2005 School Days -TV Anime- Offical Guidebook - ISBN 978-4-86176-462-2, 1 tháng 12 năm 2007 School Days L×H Visual Guidebook - ISBN 978-4-86176-504-9, 28 tháng 3 năm 2008 SummerDays & School Days Visual Collection - ISBN 978-4-86176-330-4, tháng 8 năm 2006 | School Days: Sekai Chapter - ISBN 978-4-434-06828-7, 1 tháng 12 năm 2005 School Days: Kotonoha Chapter - ISBN 978-4-434-07104-1, 1 tháng 1 năm 2006 School Days: Along With You, Sky - ISBN 978-4-86176-245-1, 16 tháng 12 năm 2005 School Days - TV Anime ~Innocent Blue~ - ISBN 978-4-86176-505-6, tháng 4 năm 2008 |

### Drama CD và phát thanh
0verflow đã phát hành một đĩa drama CD mang tên School Days: Little Promise (スクールデイズ Little Promise) vào ngày 24 tháng 2 năm 2006. Một chương trình phát thanh trên internet quảng bá cho bộ anime chuyển thể mang tên Radio School Days được phát sóng từ ngày 26 tháng 6 năm 2007 đến 28 tháng 3 năm 2008 bởi công ty Lantis Web Radio và Onsen. Ba đĩa CD được phát hành từ ngày 21 tháng 11 năm 2007 đến 21 tháng 5 năm 2008 chứa nội dung của tất cả 40 buổi phát sóng. Dẫn chương trình là Kawaragi Shiho (lồng tiếng cho Sekai) và Tōno Soyogi (lồng tiếng cho Kotonoha). Hai đĩa CD khác được Lantis phát hành cho loạt anime vào ngày 8 tháng 8 năm 2007 và 24 tháng 10 năm 2007.

### Manga
Một chuyển thể manga dài 12 chương của School Days do Sakegatsu Homare minh họa đã được đăng trên tạp chí Comp Ace của Kadokawa Shoten từ ngày 26 tháng 6 năm 2006 đến 26 tháng 9 năm 2007. Sau đó các chương truyện được tập hợp và chia đều thành hai tankōbon do Kadokawa Shoten phát hành mang nhãn hiệu Kadokawa Comics A. Tập truyện đầu tiên (ISBN 978-ngày 4 tháng 4 năm 713946-6) ra mắt ngày 26 tháng 7 năm 2007, và tập kế tiếp (ISBN 978-ngày 4 tháng 4 năm 713965-7) phát hành vào ngày 26 tháng 11 năm 2007. Cốt truyện đã được rút ngắn đi rất nhiều so với visual novel và chỉ tập trung duy nhất vào ba nhân vật chính.
Ngoài ra còn có ba tuyển tập manga do các công ty khác nhau sản xuất và được thực hiện bởi nhiều tác giả khác nhau. Bộ truyện thứ nhất chỉ dành cho người trên 18 tuổi mang tên School Days (ISBN 978-4-7767-9234-5), phát hành ngày 18 tháng 10 năm 2005 bởi Ohzora mang nhãn hiệu P-mate Comics. Tuyển tập thứ hai cũng là hentai có tựa đề School Days Kotonoha chapter Anthology Comic EX (スクールデイズ 言葉編―アンソロジーコミックEX) (ISBN 978-4-86105-477-8), được Oaks xuất bản mang nhãn XO Game Comics vào ngày 25 tháng 9 năm 2007. Hợp tuyển thứ ba do Ichijinsha ấn hành vào ngày 25 tháng 2 năm 2008 dưới nhãn DNA Media Comics, lấy tên School Days Kotonoha Comic Anthology (School Days 言葉コミックアンソロジー) (ISBN 978-4-7580-0428-2).

### Anime

Bìa DVD tập 1, ấn bản giới hạn của School Days.

Mười hai tập của sê-ri anime School Days đã được sản xuất bởi TNK với sự hợp tác của Avex Entertainment, Lantis, Marvelous Entertainment, Pony Canyon và Jinnan Studio; phim do Motonaga Keitaro làm đạo diễn và các nhân vật do Goto Junji - cũng là nhà thiết kế của visual novel, minh họa. Anime bắt đầu phát sóng tại Nhật Bản từ ngày 3 tháng 7 năm 2007 đến 27 tháng 9 năm 2007 trên kênh TV Kanagawa. Ngày 4 tháng 7 năm 2007, Chiba TV và TV Aichi cũng công bố lịch phát sóng loạt phim cùng với TV Saitama, TV Osaka và AT-X lần lượt trong những ngày tiếp theo. Loạt phim được phát hành thành 6 bộ DVD gồm bản thường và bản giới hạn. Mỗi bộ chứa một đĩa với hai tập phim được định dạng NTSC đầy đủ màu sắc và Hệ thống âm thanh kỹ thuật số (DTS). Mỗi bộ giới hạn chứa sáu đĩa phát thanh riêng biệt mang tên Radio School Days Shucchōban, Hoshū. Anime sử dụng 56 bản nhạc, 14 trong số đo là những ca khúc chủ đề được trình bày bởi nhiều ca-nghệ sĩ. 42 bản còn lại là nhạc nền được hòa âm bởi Okubo Kaoru.
Hai tập OVA cũng đã được sản xuất và phát hành. OVA đầu tiên mang tên "Valentine Days" (バレンタイン デイズ Barentain Deizu) phát hành dưới dạng DVD đơn kèm với ấn bản giới hạn của School Days L×H trên hệ PlayStation 2, phát hành vào ngày 17 tháng 1 năm 2008. Ngày 28 tháng 3 năm 2008, một tháng sau khi bộ DVD cuối cùng của loạt phim truyền hình xuất xưởng, TNK phát hành một OVA khác là "Magical Heart Kokoro-chan" (マジカルハート☆こころちゃん Majikaru Hāto☆Kokoro-chan), một spin-off mang phong cách hài hước của chủ đề cô gái có phép thuật, dưới dạng bản giới hạn và bản chính thức; nó cũng đính kèm theo một đĩa phát thanh chứa sáu bài hát.

#### Lồng tiếng
Dưới đây là danh sách seiyū lồng tiếng cho một số nhân vật quan trọng trong bộ anime School Days:
| Nhân vật         | Diễn viên          |
| ---------------- | ------------------ |
| Itō Makoto       | Hirakawa Daisuke   |
| Saionji Sekai    | Kawaragi Shiho     |
| Katsura Kotonoha | Okajima Tae        |
| Kiyoura Setsuna  | Imoto Keiko        |
| Katou Otome      | Nagami Haruka      |
| Kuroda Hikari    | Tanaka Ryouko      |
| Nanami Kanroji   | Takahashi Chiaki   |
| Katsura Kokoro   | Ashiro Megu        |
| Sawanaga Taisuke | Matsumoto Yoshiaki |

#### Sự trì hoãn phát sóng tập phim cuối cùng
Ngay trước ngày phát sóng tập cuối của bộ phim, ở Kyōto đã xảy ra sự kiện một cô gái 16 tuổi dùng rìu giết cha mình. Trước sự việc này, TV Kanagawa đã thay thế tập phim này, được biết là có chứa hành vi bạo lực tương tự, bằng nửa giờ phát nhạc và phông nền nhằm tránh những quy chụp về sự liên quan của bộ phim với vụ án mạng. Một số đài khác cũng thực hiện việc tương tự, trừ kênh AT-X vì họ vẫn còn do dự vào thời điểm đó. Tuần sau, 0verflow ra một thông cáo rằng việc trình chiếu tập phim cuối sẽ được thực hiện ở Tōkyō như một phần của việc phát hành bộ đĩa DVD đầu tiên, và từ đó yêu cầu một bản sao của visual novel School Days phiên bản PC hoặc phiên bản tương ứng của Summer Days làm lệ phí. Tuy nhiên, kênh AT-X tuyên bố rằng họ chắc chắn sẽ trình chiếu tập cuối của phim vào ngày 27 tháng 9 năm 2007 với một vài sự thay đổi nhỏ. Tập phim mà 0verflow đã tuyên bố phát hành là phiên bản không bị cắt xén của tập 12, trong đó thể hiện màu máu từ đen sang đỏ, phục hồi tất cả các hiệu ứng âm thanh bị cắt bỏ trong phiên bản phát sóng trên truyền hình, và các cảnh hồi tưởng giảm đi. Phiên bản không cắt xén được tích hợp trong đĩa DVD phát hành vào ngày 27 tháng 2 năm 2008.
Sự thay đổi bất ngờ của tập cuối School Days đã gây ra một cú sốc và làm hoang mang người hâm mộ. Một cộng tác viên của diễn đàn đăng ảnh 4chan tiếng Anh đã tải những ảnh chụp màn hình của tập phim cuối, lạnh lùng bình luận rằng "tập cuối của School Days là cảnh thật" và viết chữ "Nice boat"[A] ngay kế bên hình ảnh của M/S Skagastøl, một chiếc phà Fjord1 của Na Uy. Cụm từ "Nice boat" nhanh chóng trở thành một thuật ngữ thông dụng trong cộng đồng mạng và phổ biến ở Nhật Bản; nó được phát tán thông qua hình chụp màn hình trên diễn đàn 4chan và một cơn lũ lời bình về "nice boat" trong các cảnh quay của Nico Nico Douga. Nó được trang Yahoo! Nhật Bản xếp hạng thứ mười trong danh sách những từ khóa được tìm nhiều nhất trong tuần từ ngày 17 đến 23 tháng 9 năm 2007, đồng thời xuất hiện như một thông điệp ẩn trong tập đầu tiên của loạt anime Ef - A Tale of Memories.. Kadokawa Shoten cũng nhại lại từ 'Nice Boat' trong một đoạn video ngắn phát trên YouTube vào ngày 13 tháng 2 năm 2009, khi tập đầu tiên của anime The Melancholy of Haruhi-chan Suzumiya đang được lên kế hoạch trình chiếu. Câu nói quá nổi tiếng của những người hâm mộ này đã được 0verflow quyết định đặt tên gian hàng của mình là "Nice boat" tại sự kiện Comiket 73 diễn ra vào tháng 12 năm 2007, nơi họ bán những mặt hàng "Nice boat" cùng với những món đồ đặc biệt khác. Trong OVA "Magical Heart Kokoro-chan", Magical Kokoro-chan được nhìn thấy là đang ngồi trên một chiếc bè có viết dòng chữ "Nice Boat" phía bên mạn.

## Âm nhạc
Visual novel School Days có tổng cộng 31 track nhạc, 8 trong số đó là nhạc có lời, 25 bài còn lại là nhạc nền được soạn bởi Kiriko / Hiko Sound. Ca khúc chủ đề mở đầu mang tên "Still I Love You: Mitsumeru yori wa Shiawase" (Still I Love You ～みつめるよりは幸せ～) do Kiriko (PC) và Kawaragi Shiho (PS2, người lồng tiếng cho Sekai) trình bày, ca khúc chủ đề kết thúc chính có tựa "Anata ga...Inai" (あなたが・・・いない) do Kuribayashi Minami thực hiện. Trong phiên bản PC, bài hát chủ đề của Sekai là "Bye-Bye Tears" của Yozuca*, và bài của Kotonoha là "Hello My Happiness" của Hashimoto Miyuki. Các nhân vật nữ phụ khác cùng sử dụng một bài hát chủ đề kết thúc là "Secret Zaurus" (シークレット ザウルス Shikuretto Zaurusu) hát bởi Yuria trong cả hai phiên bản PC và PS2. Ca khúc kết thúc dùng trong phần Christmas Eve của trò chơi là "Futari no Christmas" (二人のクリスマス Futari no Kurisumasu) do Rino trình bày. Ca khúc chủ đề cho ba kết thúc xấu của game là "Kanashimi no Mukō e" (悲しみの向こうへ) của Itō Kanako. Một bài hát chèn thêm sử dụng giai điệu múa dân ca là "Let me Love you" của Momoi Haruko. Một album mang tên School Days Vocal Album chứa những bài hát có lời đã ra mắt vào ngày 28 tháng 4 năm 2005 bởi Latins mang mã số lô hàng LACA-5370. Soundtrack tập hợp các bản nhạc gốc trong visual novel cũng được Latins phát hành vào ngày 21 tháng 7 năm 2005 mang mã số lô hàng LACA-5414.
Chuyển thể anime đã sử dụng 11 bài hát chủ đề: hai để mở đầu và chín để kết thúc. Ca khúc chủ đề mở đầu cho loạt phim truyền hình và OVA "Valentine Days" là "Inosento Burū" (イノセント·ブルー  Innocent Blue) của DeviceHigh, còn ca khúc mở đầu của OVA "Magical Heart Kokoro-chan" là "Majikaru Hāto Kokoro-chan no Tēma" (「マジカルハートこころちゃん」のテーマ  Magical Heart Kokoro's Theme) của Ashiro Megu. Ca khúc chủ đề kết thúc đầu tiên là "Usotsuki" (ウソツキ  Liar)" của CooRie; bài hát thứ hai là "Ai no Kakera" (愛のカケラ  Shards of Love) của Hashimoto Miyuki; bài hát thứ ba là "Warutsu" (ワルツ  Waltz) của Itō Kanako; bài hát thứ tư là "Kioku no Umi" (記憶の海  Ocean of Memories) của Yozuca*; bài hát thứ năm là "Look at Me" của Yuria; bài hát thứ sáu là "Namida no Riyū" (涙の理由  Reasons for Tears) của Kuribayashi Minami; bài hát thứ bảy là "Anata ga... Inai" (あなたが...いない  You are not here -Remix Version-) cũng do Kuribayashi Minami trình bày, đây là ca khúc đã phối lại từ bài hát chủ đề kết thúc trong visual novel; bài hát thứ tám là "Still I Love You ~Mitsumeru Yori wa Shiawase~" của Kiriko, cũng là ca khúc chủ đề mở đầu trong visual novel; và bài hát cuối cùng, "Hello, my Happiness" của Kiriko, một ca khúc chủ đề kết thúc khác của visual novel, chỉ dùng trong OVA "Valentine Days".
Kèm theo các bài hát chủ đề trong anime là sáu ca khúc chèn thêm. Bài đầu tiên là "Namida no Riyū" của Kuribayashi Minami; bài thứ hai là "Kioku no Umi" của Yozuca*, vốn cũng là một ca khúc kết thúc trong loạt phim; bài thứ ba là "Let me love you -Remix Version-" của Momoi Haruko, đây là phiên bản remix của ca khúc chèn sử dụng trong visual novel; bài thứ tư là "Futari no Kurisumasu" của Rino, một trong những ca khúc kết thúc của visual novel; bài thứ năm là "Kanashimi no Mukō e" của Itō Kanako, vốn là ca khúc chủ đề cho ba kết thúc xấu của trò chơi; và cuối cùng là bài "Look at Me" của Yuria, cũng là một trong các bài hát kết thúc của anime, chỉ sử dụng trong OVA "Valentine Days". Latins phát hành một đĩa đơn cho ca khúc "Inosento Burū" phát hành vào ngày 25 tháng 7 năm 2007. Một album mang tên School Days Ending Theme+ ra mắt vào ngày 22 tháng 8 năm 2007 tiếp tục bởi Latins chứa tám ca khúc chủ đề kết thúc và các bài hát chèn. Soundtrack gốc của anime cũng do Latins phát hành vào ngày 9 tháng 9 năm 2007.

## Doanh số và đánh giá

### Visual novel
Theo một bảng xếp hạng cấp quốc gia về doanh số của các bishōjo game ở Nhật Bản, phiên bản trên PC của School Days đã chiếm vị trí cao nhất ngay trong lần đầu tiên ra mắt. Hai tuần sau đó nó rơi xuống vị trí thứ hai, rồi tụt xuống hạng 17 trong lần xếp hạng tiếp theo, và lại leo trở lên hạng năm trong hai tuần kế tiếp. Tháng sau nó được đánh giá lại ở hạng 27, và đây cũng là lần cuối tác phẩm nằm trong dach sách này. School Days là trò chơi bán chạy nhất trên website Getchu.com trong quý 1 và quý 2 năm 2005, và là game có doanh số cao thứ chín trong toàn năm đó. School Days là visual novel sử dụng công nghệ đặc biệt nhất trong số các trò chơi cùng loại. Những mạch truyện được gắn kết với nhau theo trình tự logic và sự phát triển tính cách nhân vật mang tính đột phá đã giúp nó được đánh giá là một siêu phẩm, nếu không tính đến những đoạn kết rùng rợn. Một bình luận viên của trang GameFAQs đã nhận định "School Days là một bước tiến lớn của thế giới H-game" và đánh giá nó đạt 7/10, kèm theo nhận xét: "Với một cốt truyện hay, lối chơi hoạt hình mới mẻ, cảnh H đẹp, 21 kết thúc và âm nhạc tuyệt vời, tác phẩm này sẽ một trong những H-game khiến bạn phải chơi đi chơi lại mãi, chỉ để tận hưởng tất cả mọi thứ...".

### Anime
Loạt anime đạt Giải Hisashi Maeda tại lễ trao giải Japanese Otaku Awards 2007.
Anime School Days nhận được nhiều lời khen ngợi. Nhà phê bình Mark Thomas đánh giá nó như sau: "Thật sự tôi đã bị cốt truyện cuốn hút cho đến tận nay. Nó được sắp xếp rất tốt và, nói thật, tôi không dám chắc nó sẽ thể hiện tốt được bao nhiêu cho đến thời điểm hiện nay mà không có các vai diễn đáng ghê tởm. Cốt truyện rất liền mạch, việc xây dựng mâu thuẫn và xung đột giữa các nhân vật được thể hiện rất hoàn hảo." Thomas cũng khen ngợi sự ra đời của một cốt truyện mạnh mẽ như vậy, nền tảng ban đầu rất tốt, và tính chất nghiêm trọng của nó. Nhận xét về bốn tập phim cuối cùng, ông kết luận: "Tôi thật sự rất thích "School Days", nhưng đây không phải là loại anime dành cho người yếu tim. Các tập mở đầu không hoàn toàn biểu lộ dấu hiệu về một anime đầy bi kịch, nhưng rồi tính chất này cũng bộc lộ, nhất là ở phần cuối. Nó gây ra sự phiền toái và khó chịu ít nhất là ở đoạn giữa, nhưng phải nói rằng nó rất tuyệt, và tôi đánh giá cao về những gì mà nó đã đạt được."
Vào ngày 12 tháng 6, 2015, Bộ Văn hóa Trung Quốc đưa School Days vào danh sách 38 anime và manga bị cấm ở Trung Quốc.